# Kilkis (regional enhed)
Kilkis (græsk: Περιφερειακή ενότητα Κιλκίς) er en af Grækenlands regionale enheder i den geografiske region Makedonien. Det er en del af periferien Centralmakedonien. Dens hovedstad er byen Kilkis.

## Geografi
Den regionale enhed Kilkis er kendetegnet ved den brede og flade Vardar-floddal i den vestlige del og bjergkæder på dens vestlige og nordøstlige kanter. Bjergkæden i vest, på grænsen til den regionale enhed Pella, er Paiko (højeste top 1.650). I nord når bjergkæden Kerkini (Belasica) over grænsen til Nordmakedonien. Her ligger, med 1.874 moh. den højeste top i Kilkis-området. Grænsen til den regionale enhed Serres mod nordøst er dannet af det nedre Kroussia-kæde (højeste top 1.179). Søen Doirani ligger i nord, og deles med Nordmakedonien. Kilkis grænser op til den regionale enhed Thessaloniki mod syd.

## Administration
Den regionale enhed Kilkis er opdelt i 2 kommuner. Disse er (nummer som på kortet i infoboksen): 
- Paionia (2)
- Kilkis (1)